# 12704 Туполєв
12704 Туполєв (12704 Tupolev) — астероїд головного поясу, відкритий 24 вересня 1990 року.
Тіссеранів параметр щодо Юпітера — 3,368.